# Камп Пендлетон Саут (Калифорнија)
Камп Пендлетон Саут (енгл. Camp Pendleton South) насељено је место без административног статуса у америчкој савезној држави Калифорнија.

## Демографија
По попису из 2010. године број становника је 10.616, што је 1.762 (19,9%) становника више него 2000. године.
| Група             | 2000.         | 2010.         |
| Белци             | 5.039 (56,9%) | 6.144 (57,9%) |
| Афроамериканци    | 1.266 (14,3%) | 992 (9,3%)    |
| Азијати           | 337 (3,8%)    | 299 (2,8%)    |
| Хиспаноамериканци | 1.691 (19,1%) | 2.586 (24,4%) |
| Укупно            | 8.854         | 10.616        |